# Joaquín García Pontes
Joaquín García Pontes (Cádiz; 27 de abril de 1948) es un político español.

## Trayectoria
Técnico en Construcción y máster en Administraciones Públicas, se afilió a UGT en 1969 y a las filas del PSOE en 1973. Desde 1981 hasta 2008 fue Secretario General de la Agrupación Socialista de Carabanchel, de la que posteriormente fue su Presidente. Ha sido miembro del Comité Regional del PSOE-M, de su Comisión Ejecutiva Regional y ha asistido a diferentes Congresos Federales. 
De marcada vocación municipalista, García Pontes ha sido concejal de manera ininterrumpida del año 1983 al 2007, siendo Concejal Presidente de Carabanchel (1984-1989), San Blas (1983-1984) y concejal adscrito a las Juntas de Distrito de Usera y Moncloa-Aravaca. Durante los años como concejal ha sido Secretario General del Grupo Municipal Socialista y Portavoz del área de Personal, Régimen Interior y Comercio, así como vocal del Consejo de Administración de Campo de las Naciones S. A. y Mercamadrid S. A. También ha sido portavoz del área de Coordinación Territorial y Participación Ciudadana. Llega a concejal (1983) en un momento en el cual los socialistas tienen la alcaldía, primero con Tierno Galván (1979-1986) y luego con Juan Barranco, que se mantiene en la alcaldía hasta 1989 cuando prospera la moción de censura pactada entre CDS y PP por la cual es elegido alcalde Agustín Rodríguez Sahagún.
Fue diputado en la Asamblea de Madrid en su VIII legislatura (2007-2011). Al abandonar la Asamblea reclamó una indemnización por despido que dio lugar a ser expedientado por el PSM, junto a otros diez diputados socialistas, en 2012.
Fue consejero de Caja Madrid durante dos años. En 2014 se desveló que durante ese periodo dispuso de una tarjeta de crédito opaca a efectos fiscales (tarjetas black). Sin embargo, no llegó a ser procesado como otros consejeros por apropiación indebida al considerarse prescrito el delito a los 5 años por no superar los 50.000€. 
Vinculado tradicionalmente a la corriente guerrista del PSOE o acostista a nivel regional del PSM, salió del partido en octubre de 2014 por su implicación en el escándalo de las tarjetas black. 
García Pontes está casado y tiene una hija.